# Stachelrückenbarsche
Die Stachelrückenbarsche (Acanthoclininae) sind eine Gruppe kleiner, langgestreckter Barschverwandter, die im küstennahen Flachwasser des tropischen Indopazifiks vorkommen. Eine Reihe von Arten lebt auch endemisch an den Küsten Neuseelands. Sie sind nur wenig erforscht und daher ist nicht viel über sie bekannt.

## Merkmale
Stachelrückenbarsche erreichen eine Länge von einem bis 30 Zentimeter. Sie sind meist bräunlich gefärbt und langgestreckter als die meisten übrigen Mirakelbarsche, zu denen sie als Unterfamilie gerechnet werden. Ihre Gestalt ähnelt eher der der etwas ferner verwandten Zwergbarschunterfamilie Pseudochrominae, die aalartig langgestreckte Gattung Notograptus hat Ähnlichkeit mit den Aalbarschen (Congrogadidae). Sie haben schuppenlose Köpfe, eine bis drei Seitenlinien und kleine, fadenförmige, kehlständige Bauchflossen, die einen Stachelstrahl und zwei Weichstrahlen aufweisen. In der Rücken- und der Afterflosse sind die hartstrahligen Bereiche wesentlich länger als die von Weichstrahlen gestützten Abschnitte. Die Rückenflosse wird von 17 bis 26 Flossenstacheln und nur zwei bis sechs Weichstrahlen gestützt. Bei der Afterflosse sind es 7 bis 16 Stacheln und ebenfalls zwei bis sechs Weichstrahlen. Auch der deutsche Name der Unterfamilie verweist auf die zum größten Teil stachelige Rückenflosse.
Flossenformel: Dorsale XVII–XXVI/2–6, Anale VII–XVI/2–6, Ventrale I/2

## Gattungen und Arten
- Acanthoclinus Jenyns, 1841
  - Acanthoclinus fuscus Jenyns, 1842.
  - Acanthoclinus littoreus (Forster, 1801).
  - Acanthoclinus marilynae (Hardy, 1985).
  - Acanthoclinus matti (Hardy, 1985).
  - Acanthoclinus rua (Hardy, 1985).
- Acanthoplesiops Regan, 1912Acanthoplesiops indicus

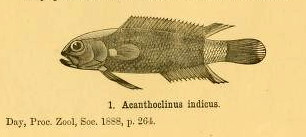
Acanthoplesiops indicus

  - Acanthoplesiops cappuccino Gill et al., 2013.
  - Acanthoplesiops echinatus Smith-Vaniz & Johnson, 1990.
  - Acanthoplesiops hiatti Schultz, 1953.
  - Acanthoplesiops indicus (Day, 1888).
  - Acanthoplesiops naka Mooi & Gill, 2004.
  - Acanthoplesiops psilogaster Hardy, 1985.
- Beliops Hardy, 1985
  - Beliops batanensis Smith-Vaniz & Johnson, 1990.
  - Beliops xanthokrossos Hardy, 1985.
- Belonepterygion McCulloch, 1915
  - Belonepterygion fasciolatum (Ogilby, 1889).
- Notograptus Günther, 1867
  - Notograptus gregoryi Whitley, 1941
  - Notograptus guttatus Günther, 1867